# رانت‌خوار کوچک
رانت‌خوار کوچک یک مجموعه تلویزیونی محصول سال ۱۳۸۲ به کارگردانی حسین سهیلی‌زاده، نویسندگی محمدرضا فاضلی و تهیه‌کنندگی سعید شاهسواری است، که در رمضان ۱۳۸۲ از شبکه پنج پخش شد. پخش این سریال در ۵ آبان ۱۳۸۲ آغاز شد و در ۴ آذر ۱۳۸۲ به پایان رسید. این سریال هر شب ساعت ۲۲:۲۰ دقیقه شب از شبکه پنج پخش می‌شد و تکرار آن هم ساعت ۱۵ بعد از ظهر روی آنتن می‌رفت. در سال ۱۳۹۹ این سریال با نام افزونه خواه کوچک از شبکه پنج بازپخش شد.

## خلاصه داستان
بعد از استعفای هیئت مدیره تعاونی مسکن و تعیین تکلیف نشدن واگذاری ده قطعه زمین بعد از ده سال ریاست اداره به معاون جدید خود برای تقسیم ده قطعه زمین بین کارمندان اختیار تام می‌دهد اشترخانی که از طرف علمشیر صاحبخانه که از قضا پدر اسفندیار دامادش هم است، تحت فشار برای تخلیه خانه و تعیین روز عروسی قرار گرفته است تلاش خود را بیشتر می‌نماید تا بلکه نظر معاونت جدید رو برای گرفتن یک قطعه زمین جلب کند؛ البته این کار و تلاشهای که می‌کند باعث دردسرهای فراوانی هم برای خودش و اطرافیان می‌شود.

## نام سریال
نام این سریال تا زمان پخش، دو بار تغییر کرد. در مرتبهٔ نخست حسین سهیلی‌زاده، کارگردان، حذف بخش‌های اینترنتی قصه را علت تغییر نام این سریال از «اشترخانی دات کام» به «رانت خوار کوچک» برشمرد. اما فرهنگستان زبان و ادب فارسی در حالی که تا مدت‌ها خبر این سریال دررسانه‌ها تحت عنوان «رانت‌خوار کوچک» درج می‌شد، به این سریال تغییر نام داده رحم نکرد و ساختهٔ سهیلی‌زاده به «افزونه خواه کوچک» تغییر نام داد.

## بازیگران
- سیروس گرجستانی در نقش اُشترخانی
- آتیلا پسیانی در نقش معاون اداره
- محمدرضا هدایتی در نقش اسفندیار داماد اُشترخانی
- فرهاد بشارتی در نقش لطفی آبدارچی اداره اشترخانی
- رضا فیاضی در نقش علمشیر صاحبخانه اُشترخانی
- رضا بنفشه‌خواه در نقش مشتاق کارمند اداره
- آرش نوذری در نقش امیری کارمند اداره
- امیر زری وند درنقش غلامی کارمند اداره
- محمد مختاری در نقش سرحدی کارمند بخش مالی
- داریوش اسدزاده در نقش آقا بزرگ پدرزن اشتر خانی
- سحر ولدبیگی در نقش دختر اُشترخانی
- مهران ضیغمی در نقش پرویز پسر اشترخانی
- سیما تیرانداز در نقش شهلا خواهر زن اشترخانی
- زویا امامی در نقش همسر اُشترخانی
- جعفر بزرگی در نقش اوس غفور معمار
- رضا توکلی در نقش سخایی خواستگار
- محمود بهرامی در نقش صاحب آژانس
- کامران فیوضات در نقش سارق
- نعیم بختیاری در نقش مسافر خارجی
- اصغرحیدری درنقش مسافر

## عوامل موسیقی
- خواننده: اصغر فرهادی
- آهنگساز: حمید صدری
- شاعر: یغما گلرویی

## جوایز و نامزدها
| ۱۳۸۲ | هفتمین جشن حافظ |                              |                |          |
| ۱۳۸۲ | هفتمین جشن حافظ | بهترین بازیگر کمدی تلویزیونی | سیروس گرجستانی | نامزدشده |